# Мак-Рей (Арканзас)
Мак-Рей (англ. McRae, Arkansas) — город, расположенный в округе Уайт (штат Арканзас, США) с населением в 661 человек по статистическим данным переписи 2000 года.

## География
По данным Бюро переписи населения США Мак-Рей имеет общую площадь в 1,29 квадратных километров, водных ресурсов в черте населённого пункта не имеется.
Город Мак-Рей расположен на высоте 70 метров над уровнем моря.

## Демография
По данным переписи населения 2000 года в Мак-Рае проживало 661 человек, 185 семей, насчитывалось 280 домашних хозяйств и 312 жилых домов. Средняя плотность населения составляла около 509 человек на один квадратный километр. Расовый состав Мак-Рая по данным переписи распределился следующим образом: 95,31 % белых, 0,45 % — чёрных или афроамериканцев, 0,61 % — коренных американцев, 2,57 % — представителей смешанных рас, 1,06 % — других народностей. Испаноговорящие составили 4,08 % от всех жителей города.
Из 280 домашних хозяйств в 28,9 % — воспитывали детей в возрасте до 18 лет, 50,0 % представляли собой совместно проживающие супружеские пары, в 12,1 % семей женщины проживали без мужей, 33,9 % не имели семей. 30,7 % от общего числа семей на момент переписи жили самостоятельно, при этом 17,5 % составили одинокие пожилые люди в возрасте 65 лет и старше. Средний размер домашнего хозяйства составил 2,36 человек, а средний размер семьи — 2,94 человек.
Население города по возрастному диапазону по данным переписи 2000 года распределилось следующим образом: 23,8 % — жители младше 18 лет, 10,1 % — между 18 и 24 годами, 25,1 % — от 25 до 44 лет, 23,4 % — от 45 до 64 лет и 17,5 % — в возрасте 65 лет и старше. Средний возраст жителей составил 38 лет. На каждые 100 женщин в Мак-Рае приходилось 89,9 мужчин, при этом на каждые сто женщин 18 лет и старше приходилось 84,6 мужчин также старше 18 лет.
Средний доход на одно домашнее хозяйство в городе составил 20 750 долларов США, а средний доход на одну семью — 25 833 доллара. При этом мужчины имели средний доход в 25 774 доллара США в год против 17 500 долларов среднегодового дохода у женщин. Доход на душу населения в городе составил 10 917 долларов в год. 19,2 % от всего числа семей в округе и 22,0 % от всей численности населения находилось на момент переписи населения за чертой бедности, при этом 24,6 % из них были моложе 18 лет и 17,1 % — в возрасте 65 лет и старше.